# Marianne Holmberg
Carin Marianne Holmberg, född von Hellens 24 februari 1903 i Björneborg, död 7 maj 1991, var en finländsk bibliotekarie.
Holmberg, som var dotter till borgmästaren friherre Harald Wilhelm von Hellens och Signe Maria Widbom, blev student 1921, genomgick statens bibliotekskurs 1924 och blev filosofie kandidat 1932 samt filosofie magister 1934. Hon var amanuens vid Åbo Akademis bibliotek 1926–1942, underbibliotekarie 1942–1953, underbibliotekarie av högre löneklassen 1953–1963 och bibliotekarie från 1963. Hon var tillförordnad bibliotekarie vid Helsingfors stadsbibliotek 1927. 
Holmberg var ordförande i Kvinnliga Akademiker i Åboland 1945–1948, i Svenska Kvinnoförbundets avdelning i Åbo 1947–1962, viceordförande i Svenska folkpartiets avdelning i Åbo 1952–1957, medlem av partiets förstärkta centralstyrelse från 1950 och av kretsstyrelsen för Åboland från 1961. Hon författade kulturhistoriska och bibliografiska publikationer. Hon ingick 1933 äktenskap med överbibliotekarie, filosofie doktor Eric Holmberg (död 1956).